# Klein geel weeskind
Het klein geel weeskind (Catocala nymphagoga) is een vlinder uit de familie van de spinneruilen (Erebidae).

## Beschrijving
De soort heeft een spanwijdte van 35 tot 43 millimeter. De grondkleur van de voorvleugels is grijs met bruin, de tekening is donkerbruin met soms opvallend witte vlekjes. De achtervleugels zijn geel met een brede zoom en een smalle gebogen dwarsband.
De soort komt voor in zuidelijk Europa, van Bulgarije tot het Iberisch Schiereiland, en enigszins noordelijk daarvan als trekvlinder. In juli 2009 is voor het eerst een exemplaar aangetroffen in België in Merelbeke.. In Nederland is de soort nooit gezien. De vliegtijd is van juni tot augustus.
Het klein geel weeskind gebruikt eiken als waardplant.